# Nadine Leopold
Nadine Leopold (* 7. Jänner 1994 in Wolfsberg, Kärnten) ist ein österreichisches Model.

## Leben
Leopold wuchs in Wolfsberg in Kärnten auf. Hier besuchte sie das BORG Wolfsberg, das sie nach der siebten Klasse aufgrund ihrer Modelkarriere verließ. Entdeckt wurde sie 2010 im Alter von 16 Jahren von einem Scout der Wiener Agentur Tempo Models.
Im Jahr 2011 war sie das Gesicht der Sommerkampagne des österreichischen Radiosenders Ö3. Es folgten Aufträge von internationalen Modemarken wie H&M, Mango, Vero Moda und Zalando sowie der Kosmetikmarke Garnier. 2017 und 2018 lief sie für Victoria’s Secret über den Runway. Außerdem ist sie schon mehrmals für den Designer Philipp Plein aufgetreten. Leopold war zudem auf dem Cover der Elle, der Glamour und der Grazia zu sehen. Für das US-amerikanische Magazin Cosmopolitan absolvierte sie 2015 ein Fotoshooting.
Die 1,77 Meter große Leopold lebt in London. Davor wohnte sie mehrere Jahre in New York City und zwischenzeitlich in Berlin. Von Ende 2014 bis März 2015 war sie mit dem Sänger Harry Styles liiert.